# Берри, Майкл
Сэр Майкл Виктор Бе́рри (англ. Sir Michael Victor Berry; род. 14 марта 1941, графство Суррей, Англия) — английский учёный, специалист в области математической физики. Член Лондонского (1982) и Эдинбургского (2005) королевских обществ, иностранный член Национальной академии наук США (1995) и Американского философского общества (2021). Посвящён в рыцари (1996).

## Биография
В 1959—1962 годах учился в университете Эксетера, получил степень бакалавра. В 1962—1965 годах учился в Сент-Эндрюсском университете и закончил его со степенью доктора философии (PhD) в области теоретической физики. С 1965 года работает в Бристольском университете на различных должностях, начиная от исследователя-постдока и заканчивая профессором (с 1988 года по настоящее время — Royal Society Research Professor).
Научные интересы Майкла Берри лежат, по его собственным словам, на границах физических теорий — между классическим и квантовым описанием; особенно он выделяет геометрические аспекты волн (в частности, фазу) и теорию хаоса.
Широкую известность получили его работы по геометрическим фазам в квантовой и классической физике (фазы Берри), а также по объяснению возможности левитации диамагнитных объектов в сильном магнитном поле (совместно с А. К. Геймом).
Член Лондонского математического общества (1995).

## Награды и признание
- Медаль и премия Максвелла от Института физики (Великобритания) (1978)
- Бейкеровская лекция (1987)
- Премия Лилиенфельда от Американского физического общества (1990)
- Медаль Дирака от Института физики (Великобритания) (1990)
- Королевская медаль (1990)
- Шрёдингеровская лекция (Имперский колледж Лондона) (1993)
- Медаль Дирака от Международного центра теоретической физики в Триесте (1995)
- Премия «Хьюллетт-Пакард» (1995)
- Премия Вольфа по физике (1998)
- Шнобелевская премия по физике (2000) (совместно с Андре Геймом, за демонстрацию левитации лягушки с использованием магнитов)
- Гиббсовская лекция (2002)
- Премия Пойа[англ.] Лондонского математического общества (2005)
- Медаль Лоренца (2014)
- Премия памяти Рихтмайера (2014)
- Lise Meitner Distinguished Lecture[англ.] (2019)

Почётный доктор многих университетов и других научных учреждений.